# Nefertari
Nefertari Meritenmut fue una reina egipcia de la dinastía XIX, la Gran Esposa Real de Ramsés II el Grande, uno de los faraones más poderosos. Desempeñó un importante papel como esposa real, estando dotada de una brillante mente política. Fue enterrada en la necrópolis tebana, en una tumba bellamente decorada.

## Orígenes

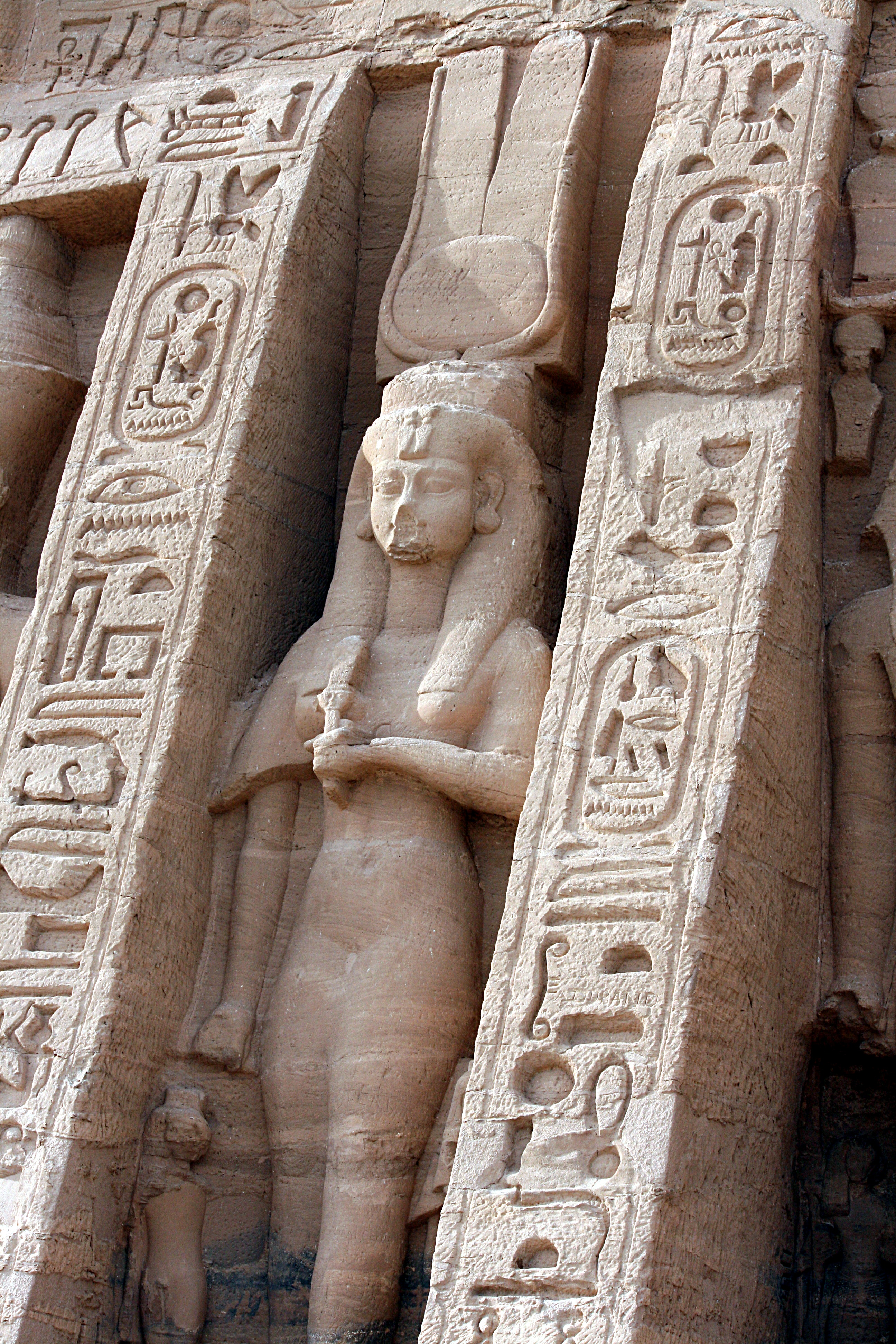
Estatua de la reina Nefertari

Una de las grandes incógnitas que rodean a esta reina es su lugar de nacimiento y su familia. Su esposo, el futuro faraón Ramsés II, se cuidó mucho de ocultarlos, aunque está claro que la veneración que tuvo en vida, así como algunos de sus títulos, demuestran un origen noble.
El hallazgo en su tumba del pomo de un cofre en el que aparecía un cartucho del faraón, denominado Ay, no hizo más que aumentar las sospechas de que Nefertari estuviese emparentada con la extinta dinastía XVIII, cosa que también parecía corroborar su propio nombre, heredero de la matriarca ya divinizada, la reina Ahmose-Nefertari. De ser así, es probable que Nefertari proviniese de la ciudad sureña de Ajmin, y de que Ay, cuyo nombre estaba siendo perseguido por los faraones de la dinastía XIX, incluido el propio Ramsés II, podía haber sido su bisabuelo, su abuelo o su tío.
Suponiendo que Nefertari estuviese emparentada con la dinastía XVIII y con la línea de Ahmose-Nefertari, bien podía haber sido hija o nieta de Najtmin, a su vez hijo de Ay, o incluso podía ser la hija de la fantasmal reina Tanedyemy, cuyo papel aún no está claro, pero que podría haber sido nieta de Ay, hija de Horemheb y esposa de Seti I. De ser así, Ramsés II y Nefertari habrían sido hermanos por parte de padre.

## Gran Esposa Real del «Hijo de Ra»
Nefertari se casó con el príncipe heredero Ramsés cuando aún ambos estaban en la adolescencia. Tuvieron hijos alrededor de los quince años de edad. Por aquellos años Ramsés aún no había sido designado corregente, y ya estaba casado con otra mujer, Isis-Nefert, cuyo papel pronto desplazaría Nefertari.
Al asumir el trono, Ramsés II ya tenía varios hijos, tanto de Nefertari como de Isis-Nefert, y ascendió a ambas al rango de grandes esposas reales. Sin embargo, Nefertari fue la reina por excelencia; su particular carisma y el profundo amor que le profesaba Ramsés II sumieron en la sombra a todas sus rivales, y la convirtieron en la mujer más importante del reino.
Mas Nefertari no fue solo la esposa bienamada de su rey. Fue una verdadera mujer de estado, que propició el cese de hostilidades entre Egipto y el Imperio Hitita con sus cartas de paz al emperador Hattusili III y a su esposa, la también influyente emperatriz Puduhepa. El resultado fue el conocido como «Tratado de paz perpetua» (Tratado de Quadesh).
Conocida en aquellos lugares como la reina Naptera (una deformación de su propio nombre), propiciaría la paz entre las dos potencias del momento, papel que la acabaría de consagrar al lado de su amante marido Ramsés II.

## Títulos

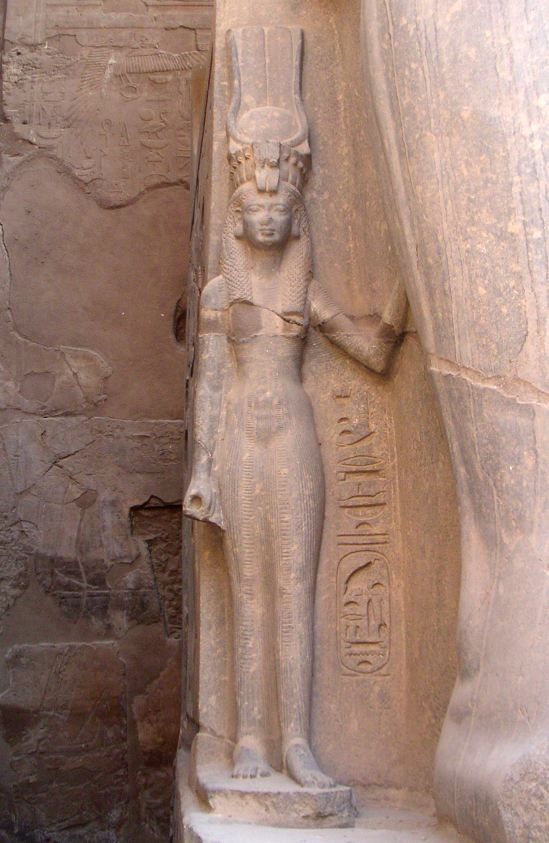
Pequeña escultura de Nefertari, con su nombre grabado en un cartucho, situada junto a la colosal estatua sedente de Ramsés II, en Abu Simbel.

Nefertari, como se ha visto antes, no se contentaría con habitar en el harén real y dar hijos a su marido. Como hizo cien años atrás la reina Tiy, asumió un papel político y religioso que no volvería a alcanzarse por ninguna mujer hasta los tiempos de Cleopatra (exceptuando a la efímera faraona Tausert y, previamente, de Nefertiti ). Ramsés II aceptó e incluso promocionó esto, y la gran esposa real Nefertari, fue, entre otras cosas:
- Señora de las Dos Tierras; que podría decirnos que Nefertari asumiría la regencia mientras su marido participaba en la guerra contra los hititas o en sus campañas contra los nubios.
- Señora de todas las tierras; título muy infrecuente, que elevaba a Nefertari a un estatus paralelo al del faraón.
- Esposa del dios; aunque por entonces sus funciones y su poder no tenían nada que ver con la importancia que adquirió en tiempos de la dinastía XVIII, Nefertari ostentó un título que en su tiempo ya habían llevado Ahmose-Nefertari o Hatshepsut.
- Princesa Heredera; que parece confirmarnos un origen real.
- Por la que brilla el Sol; el título más hermoso que poseyó, único en la historia egipcia, y símbolo del amor de Ramsés II por su esposa.

Aunque, sin lugar a dudas, el título más conocido de Nefertari sería el que le acompañaría ya siempre como un segundo nombre, el de Amada de Mut. Así, no es de extrañar que muchas veces aparezca con el nombre de Nefertari-Merienmut (Nefert-Ary Merit-En-Mut).
|                   |     |   |                   |             |
| \| \| \| \| \| \| |     |   |                   |             |
|                   |     |   |                   |             |
| t · G15           | nfr | i | t · r · Z1s · Z1s | N36 · n · t |

| t · G15 | nfr | i | t · r · Z1s · Z1s | N36 · n · t |

|                   |     |   |                   |             |
| \| \| \| \| \| \| |     |   |                   |             |
|                   |     |   |                   |             |
| t · G15           | nfr | i | t · r · Z1s · Z1s | N36 · n · t |

| t · G15 | nfr | i | t · r · Z1s · Z1s | N36 · n · t |

## Abu Simbel

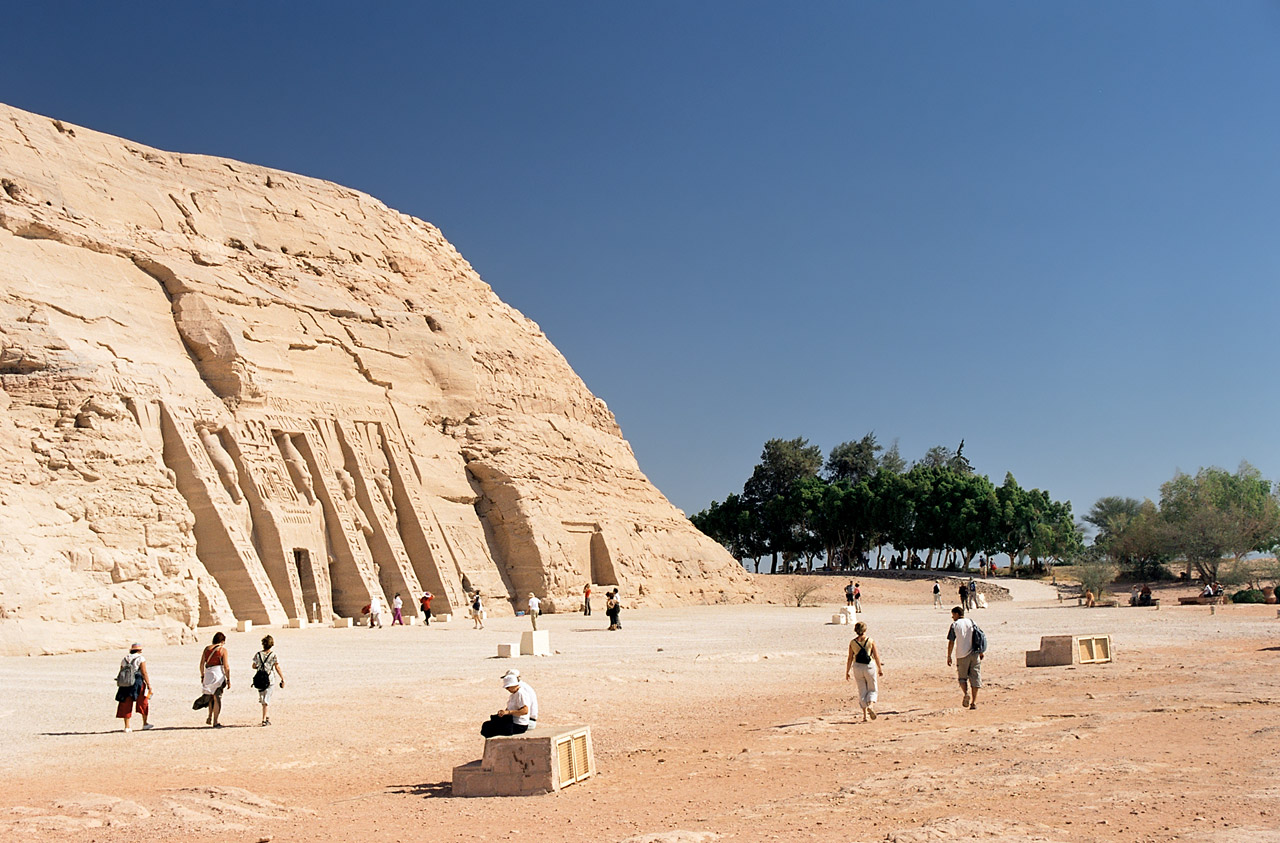
Templo de Hathor de Abu Simbel

Resulta insólito que un monarca siempre tachado de megalómano y egocéntrico como fue Ramsés II tuviese una debilidad tan clara como la que sentía por Nefertari. No solo la colmó de honores en vida, sino que además se aseguró de que fuera conocida durante toda la eternidad. En la mayoría de las estatuas en las que aparece Ramsés II suele venir acompañado por Nefertari (aunque de mucho menor tamaño que su marido), y, lo que es más importante, tuvo el inmenso honor de ser deificada en vida, algo impropio de una gran esposa real.
El mejor testimonio del amor de Ramsés II y de Nefertari es el templo más pequeño de los dos que hay en Abu Simbel. Mientras que el mayor estaba dedicado a Amón, Ra-Horajty, Ptah y Ramsés deificado, el menor era exclusivamente de la diosa Hathor, personificada en la figura de Nefertari. Solo hay que ver la dedicatoria de la entrada de ese bello templo, lleno de imágenes de Nefertari y de sus hijos, para comprobar lo que sentía el faraón por su reina:
[...] Una obra perteneciente por toda la eternidad a la Gran Esposa Real Nefertari-Merienmut, por la que brilla el Sol.
Sin duda, la tumba más célebre del Valle de las Reinas es la impresionante tumba de la reina Nefertari, esposa de Ramsés II. Está siglada con el número 66 (QV 66) y nada en el exterior preludia lo que esconde en sus entrañas. Fue descubierta en 1904 por el italiano Schiaparelli. 
Se accede a ella por una curiosa entrada formada por una rampa que conduce a un vestíbulo. Un segundo corredor, también con rampa, a cuyos lados descienden dos escaleras, nos lleva a la Cámara del Sarcófago desde donde se abren otras pequeñas cámaras más.
La disposición es muy similar a la tumba número 80, que perteneció a Tuya, madre de Ramsés II. Goza de espléndidos y refinados dibujos sobre sus muros, elaborados por un artesano muy hábil que supo recoger fielmente la belleza de su reina. El color fresco, palpitante e impresionante, realmente conmociona y no podemos dejar de pensar que Ramsés II no pudo construir una tumba más bella para aquella que amó tanto. Los trazos son seguros, las imágenes perfectas y los dioses parecen salir de los muros para dejar patente que protegen a una gran reina, que guardan a la esposa de un gran faraón.

## Descendencia
Ramsés II tuvo al menos 152 hijos e hijas, nacidos de sus grandes esposas reales, esposas secundarias y concubinas. Sin embargo, solo unos pocos alcanzarían una relevancia notable y entrarían en la carrera sucesoria. Estos serían los vástagos nacidos de las dos primeras esposas del faraón, Nefertari e Isis-Nefert.
Ignoramos las relaciones que hubo entre estas dos mujeres, pero se suele pensar que llegó a haber intrigas entre ellas, y que las desapariciones de ambas, así como de algunos príncipes, pudieron ser debidas a las disputas palaciegas entre ambos bandos. Pese a que es lógico que Isis-Nefert no consintiera en ser desplazada por Nefertari, nada de esto está demostrado, y aunque se sabe que la batalla por la sucesión la ganó la familia de Isis-Nefert, hubo algunos hijos de Nefertari que alcanzaron una edad avanzada.
Nefertari tuvo al menos nueve hijos con Ramsés II, aunque pudieron ser más. Sus nombres fueron:
- Amenherjepeshef. Su nombre de nacimiento fue Amenheruenemef, y era el primogénito de Ramsés II. Nació al menos cuatro o cinco años antes de que su padre fuese coronado. Ostentó el título de General de los Ejércitos, y gozó de gran importancia hasta su muerte, entre los años 26 y 31 del reinado de su padre.
- Paraheruenemef. Era el tercer hijo varón de Ramsés II, y el segundo de los nacidos de Nefertari. Participó en la Batalla de Kadesh, y fue condecorado como Valiente del Ejército y llegaría a ser el Primer Oficial de Carros. Murió joven, en torno a los años 20 a 28 del reinado de su padre.
- Meritamón. La cuarta de las hijas del faraón. Era la viva imagen de su madre, y al desaparecer esta se casó con su propio padre y fue gran esposa real. Heredó muchos de los títulos de Nefertari, y además fue cantora del templo de Amón y sacerdotisa de Hathor. Se cree que murió a finales del largo reinado de Ramsés II.
- Meriatum. Nació cuando su padre ya era faraón, y fue el sexto hijo varón. Existen pocos vestigios de él, pero parece ser que llegó a ser Sumo Sacerdote de Ra en el templo de Heliópolis y que murió en el año 47 de Ramsés II.
- Nebettawy * . La quinta de las hijas del faraón. Al desaparecer esta se casó con su propio padre y fue gran esposa real. Heredó muchos de los títulos de Nefertari, y además fue apodada «la favorita de los dioses» esta Sería enterrada en el Valle de las Reinas en la tumba QV60
- Merira. El undécimo varón. No sabemos qué cargos llegó a desempeñar, aunque aparece junto a su madre y a sus hermanos en Abu Simbel y en otros pocos lugares. Parece ser que murió en torno a los años 26 a 36.
- Henuttauy. Fue la séptima hija del faraón y una  de las hijas que se casaría con su padre a la desaparición de Nefertari. Sin embargo, al contrario que su hermana, la bella Meritamón, no fue gran esposa real. Sería enterrada en el Valle de las Reinas en la tumba QV73.

## Muerte
Suele haber unanimidad respecto a que Nefertari murió en torno al año 26 del reinado de Ramsés II, cuando contaría entre cuarenta y cincuenta años. En aquel momento es muy posible que los templos de Abu Simbel aún no hubiesen sido terminados, pues la decoración posterior del templo de Hathor tiene fragmentos que aluden a la muerte de Nefertari.
Quizás la gran esposa real aún siguiese con vida a finales de la construcción, pero no cabe duda de que la inauguración posterior fue realizada por Ramsés II y que su acompañante era Meritamón, la hija de Nefertari. ¿Estaría Nefertari a punto de morir por entonces, tan enferma que no pudo dirigir la ceremonia, o es que ya había muerto? Ignoramos también las causas de su muerte: enfermedad, muerte natural, asesinato por el bando de Isis-Nefert...
Sea como fuere, Nefertari-Meryetmut, por la que brilla el Sol, se había hecho inmortal. El afligido Ramsés II hizo construir para ella la tumba más grande y bella del Valle de las Reinas (y para muchos, la más hermosa de todas las tumbas egipcias), la QV66, descubierta a comienzos del siglo XX y que aún sigue despertando nuestra admiración.